# DKW F 8

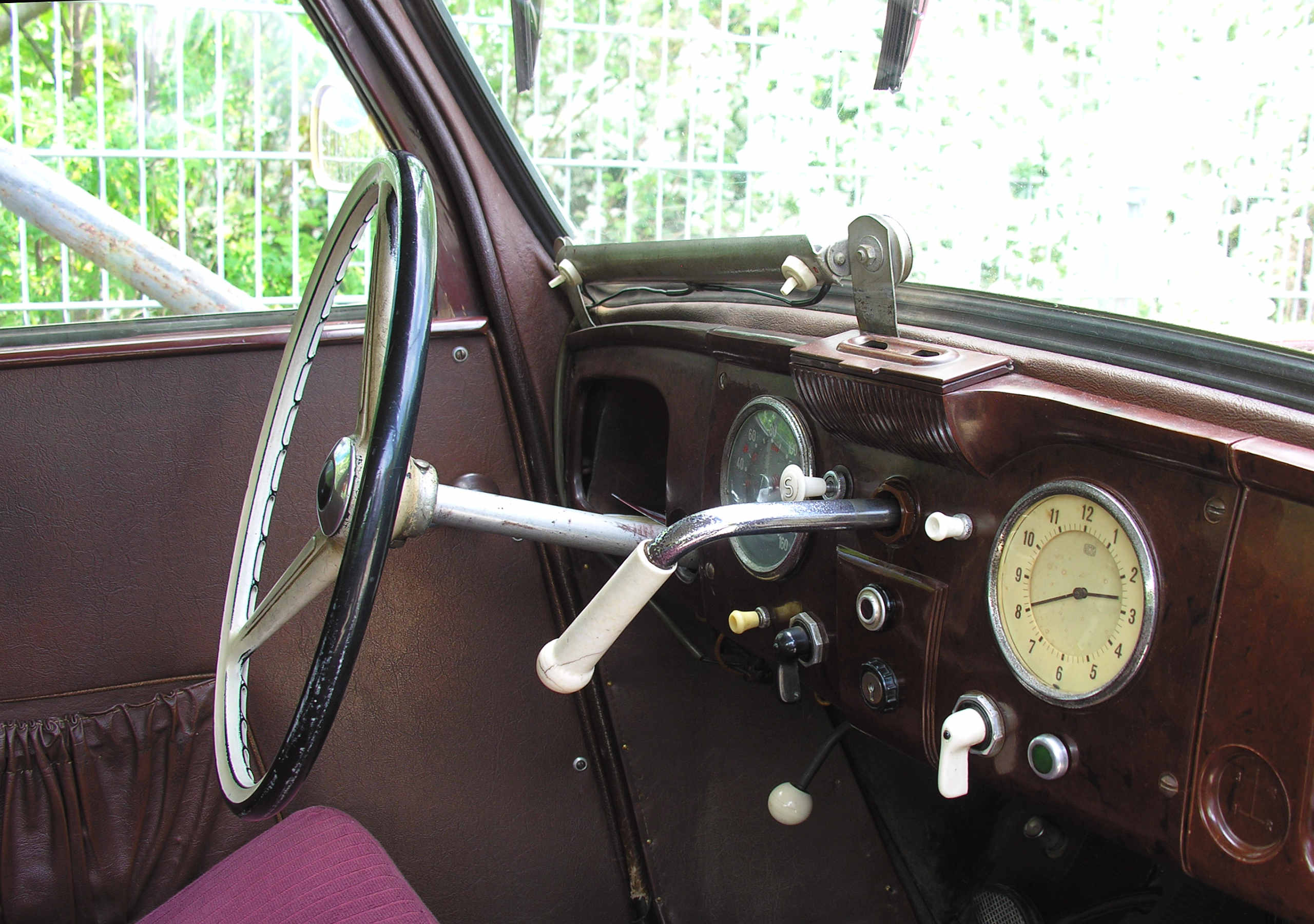
Armaturenbrett und Lenkrad F 8

Der DKW F 8 ist ein Kleinwagen mit Frontantrieb der Marke DKW, den die Auto Union AG im Februar 1939 als Nachfolger des Modells F 7 auf den Markt brachte. Wie alle DKW „Frontwagen“ (geschützter Name) wurde der DKW F 8 im Audiwerk in Zwickau gebaut. Kriegsbedingt endete nach etwa 50.000 gebauten Fahrzeugen 1942 die Produktion. Das schon fertig konstruierte Modell F 9 sollte den F 8 ersetzen, was jedoch unterblieb. Stattdessen stellte nach dem Zweiten Weltkrieg der Industrieverband Fahrzeugbau der DDR das fast baugleiche Modell IFA F 8 im Zwickauer Audi-Werk her.

## Konstruktion
Im Aussehen war der F 8 gegenüber dem Vorgänger kaum verändert, jedoch waren die Karosserien mit dem um 1 cm verkürzten Radstand geringfügig länger und breiter. Das Angebot bestand wie bisher aus dem einfacheren und leistungsschwächeren Modell „Reichsklasse“ und der besser ausgestatteten „Meisterklasse“.

### Antrieb
Angetrieben wurde der Wagen von dem bereits in dem F 2 Meisterklasse 701 verwendeten und vorn quer eingebauten Zweizylinder-Zweitaktmotor (Parallel-Twin) mit Schnürle-Umkehrspülung und zwei Überströmkanälen. Die Motoren leisteten bei der Reichsklasse mit 0,6 Liter Hubraum 18 PS und bei der Meisterklasse mit 0,7 Liter Hubraum 20 PS, jeweils bei 3500 Umdrehungen pro Minute. Gegenüber dem Vorgänger war der Hub des 0,6-Liter-Motors um 7,5 mm vergrößert worden. Der Motor hatte Thermosiphonkühlung ohne Wasserpumpe und ohne Kühlventilator; ein Ventilator konnte für den Einsatz im Gebirge geliefert werden.
Zum Starten des Motors war zunächst der Kraftstoffhahn unter dem Armaturenbrett zu öffnen, dann wurde die Zündung eingeschaltet und der Anlasser-Fußschalter niedergedrückt. Bei kaltem Motor war vor dem Anlassen die Starterklappe (Choke) zu ziehen und nach kurzem Leerlauf wieder einzudrücken. Dazu hieß es in der Bedienungsanleitung: „Sehr wichtig, nicht vergessen!“ Nach der Fahrt beziehungsweise nach dem Abstellen des Motors musste der Kraftstoffhahn geschlossen werden.
Über ein nicht synchronisiertes Dreiganggetriebe mit Krückstockschalthebel wurden die Vorderräder angetrieben. Um den ersten Gang einzulegen, wurde der Schalthebel nach hinten gezogen und nach links bewegt (rechts daneben lag der Rückwärtsgang), zum zweiten Gang wurde der Hebel nach vorn geschoben und nach rechts bewegt, links daneben lag der dritte Gang.
Die Versionen Meisterklasse und Luxus-Cabriolet hatten zwischen Motor und Getriebe einen Freilauf, der beim Gaswegnehmen den Wagen frei rollen ließ. Mit einem Hebel neben dem Lenkrad konnte der Freilauf gesperrt werden, wenn der Wagen im Gefälle abgestellt wurde oder um die Bremswirkung des Motors zur Unterstützung der Bremsen zu nutzen. Die Bedienungsanleitung riet außerdem, bei Glatteis den Freilauf zu sperren.

### Fahrwerk und Aufbau
Wie beim Vorgänger F 7 waren auf einen Kastenrahmen aus Vierkantstahlrohren mit einem Querholm die DKW-typischen kunstlederbespannten Sperrholzkarosserien aufgesetzt, die im Werk Berlin-Spandau gefertigt wurden. Auch die vordere Einzelradaufhängung an querliegender oberer Querblattfeder und unteren Querlenkern und die hintere „Schwebeachse“ blieben unverändert.
Der Wagen hatte eine seilzugbetätigte Duplexbremse, deren Fußbremshebel auf alle vier Räder wirkte. Die Handbremse wirkte auf die Hinterräder und war feststellbar.
Das „Front Luxus Cabriolet“ hatte eine Karosserie in Holz-Stahl-Mischbauweise, ebenso die Export-Modelle „Meister Super“. Reichsklasse und Meisterklasse waren als zweitürige Limousinen, Cabrio-Limousinen oder Vollcabriolets verfügbar, das „Front Luxus Cabriolet“ als zwei- oder viersitziges Vollcabriolet. Zusätzlich wurden auch Lieferwagen und Pick-ups auf Basis der Reichsklasse hergestellt.

## Produktionszeit
1940 wurde die Produktion der Reichsklasse und des Luxus-Cabriolets nach nur einem Jahr eingestellt, zwei Jahre später auch die der Meisterklasse und der Lieferwagen.
Von 1949 bis 1955 wurde der Wagen in kaum veränderter Form als IFA F 8 weitergebaut.

## Technische Daten
|                       | Reichsklasse                                                                 | Meisterklasse                                                                | Front Luxus Cabriolet                                                        |
| --------------------- | ---------------------------------------------------------------------------- | ---------------------------------------------------------------------------- | ---------------------------------------------------------------------------- |
| Bauzeitraum           | 1939–1942                                                                    | 1939–1942                                                                    | 1939–1940                                                                    |
| Aufbauten             | L2, Cb2                                                                      | L2, Cb2                                                                      | Cb2                                                                          |
| Motor                 | Zweizylinder-Zweitaktmotor (Parallel-Twin), mit Wasserkühlung (Thermosiphon) | Zweizylinder-Zweitaktmotor (Parallel-Twin), mit Wasserkühlung (Thermosiphon) | Zweizylinder-Zweitaktmotor (Parallel-Twin), mit Wasserkühlung (Thermosiphon) |
| Bohrung × Hub         | 74 mm × 68,5 mm                                                              | 76 mm × 76 mm                                                                | 76 mm × 76 mm                                                                |
| Hubraum               | 589 cm³                                                                      | 692 cm³                                                                      | 692 cm³                                                                      |
| Leistung              | 18 PS (13,2 kW)                                                              | 20 PS (14,7 kW)                                                              | 20 PS (14,7 kW)                                                              |
| Elektrik              | 6 Volt                                                                       | 6 Volt                                                                       | 6 Volt                                                                       |
| Getriebe              | 3 Gänge, nicht synchronisiert                                                | 3 Gänge, nicht synchronisiert                                                | 3 Gänge, nicht synchronisiert                                                |
| Fahrgestell           | Kastenrahmen                                                                 | Kastenrahmen                                                                 | Kastenrahmen                                                                 |
| Radaufhängung vorn    | Querblattfeder und unterer Querlenker                                        | Querblattfeder und unterer Querlenker                                        | Querblattfeder und unterer Querlenker                                        |
| Radaufhängung hinten  | Starrachse mit oben liegender Querblattfeder und zwei Längslenkern           | Starrachse mit oben liegender Querblattfeder und zwei Längslenkern           | Starrachse mit oben liegender Querblattfeder und zwei Längslenkern           |
| Länge                 | 3900 mm                                                                      | 3990 mm                                                                      | 4000 mm                                                                      |
| Breite                | 1490 mm                                                                      | 1490 mm                                                                      | 1490 mm                                                                      |
| Höhe                  | 1480 mm                                                                      | 1480 mm                                                                      | 1480 mm                                                                      |
| Radstand              | 2600 mm                                                                      | 2600 mm                                                                      | 2600 mm                                                                      |
| Spur vorn/hinten      | 1190/1250 mm                                                                 | 1190/1250 mm                                                                 | 1190/1250 mm                                                                 |
| Wendekreis            | 11 m                                                                         | 11 m                                                                         | 11 m                                                                         |
| Leergewicht           | 700 kg                                                                       | 750 kg                                                                       | 790–830 kg                                                                   |
| Zul. Gesamtgewicht    | 1040 kg                                                                      | 1120 kg                                                                      | 1060–1170 kg                                                                 |
| Tankinhalt            | 32 l (davon ca. 3 l Reserve)                                                 | 32 l (davon ca. 3 l Reserve)                                                 | 32 l (davon ca. 3 l Reserve)                                                 |
| Verbrauch             | ca. 7 l/100 km                                                               | ca. 7 l/100 km                                                               | ca. 7 l/100 km                                                               |
| Höchstgeschwindigkeit | 80 km/h                                                                      | 85 km/h                                                                      | 85 km/h                                                                      |

- L2 = zweitürige Limousine oder Cabrio-Limousine
- Cb2 = zweitüriges Cabriolet

## DKW-F-8-Monoposto von Lauer

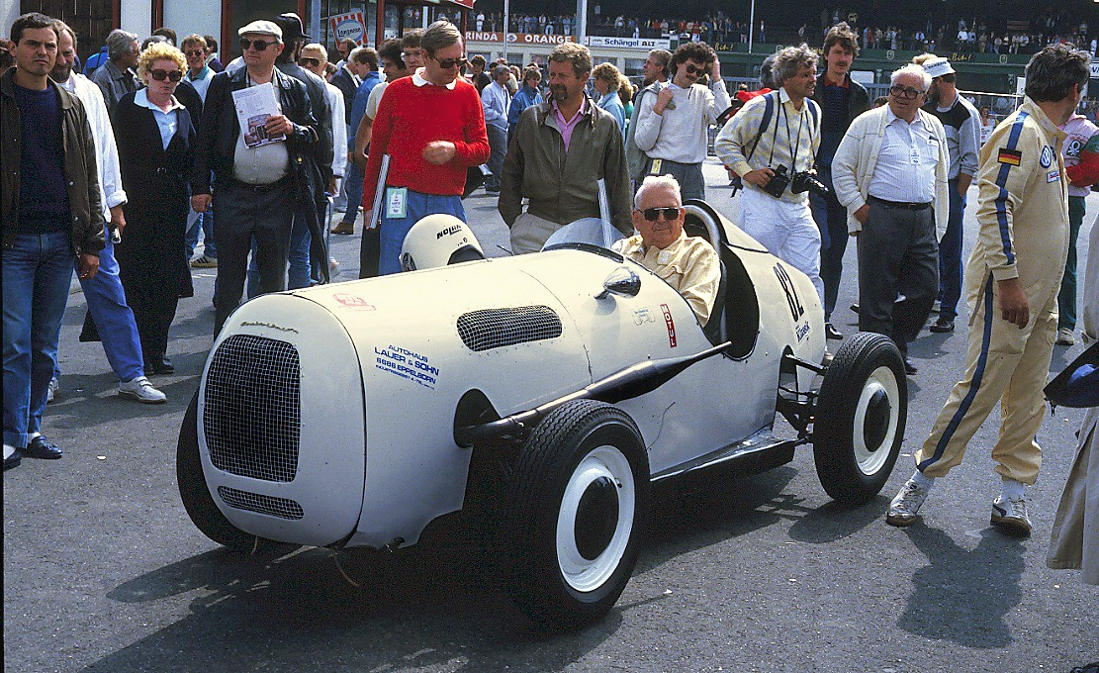
Jakob Lauer 1986 in seinem DKW F 8 beim Oldtimer-Grand-Prix auf dem Nürburgring

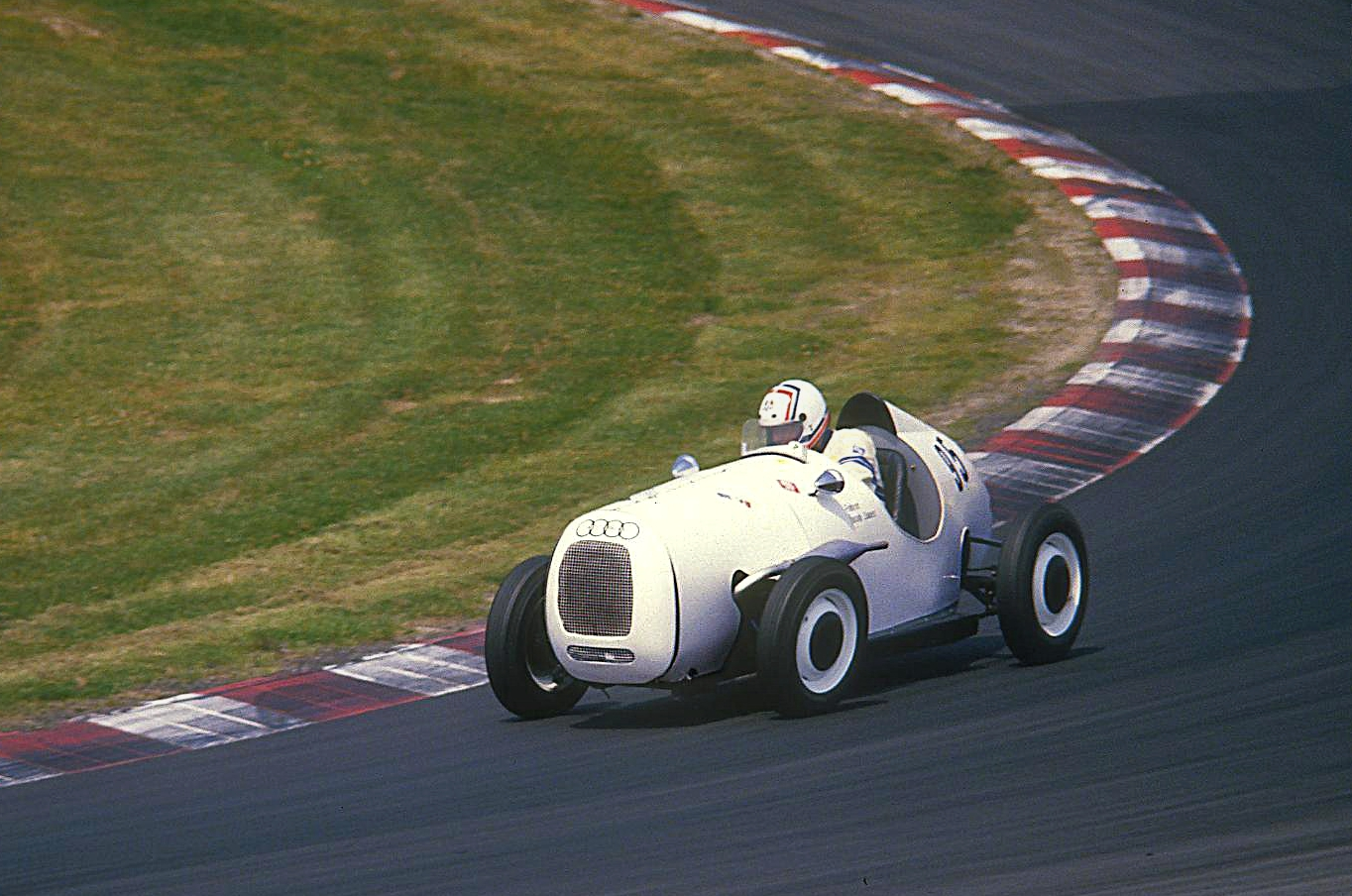
1989 in der Ford-Kurve des Nürburgrings

Auf der Basis eines DKW F 8 Meisterklasse, Baujahr 1939, baute der Kfz- und Elektromeister Jakob Lauer (* 6. Oktober 1912, † November 2004) aus Eppelborn einen Monoposto, mit dem er von 1948 bis 1958 erfolgreich an Rennen teilnahm. Ab 1976 startete er mit seinem DKW bei Oldtimerveranstaltungen, zuletzt beim Homburger Bergrennen 1998. Mit 86 Jahren war er damals der älteste Rennfahrer mit Lizenz der Obersten Nationalen Sportkommission (ONS).
Im Mai 1942 hatte Lauer eine Kfz-Werkstatt eröffnet und 1947 begann er seinen Rennwagen zu bauen. Auf das Fahrgestell des F 8 setzte er zunächst eine Karosserie, die vorn wohl aus Teilen eines alten Opels und hinten aus einem Flugzeugtank bestand; der Fahrersitz wurde aus Holz gefertigt. Erster Start war 1948 bei einem Rennen in Köln, das Lauer auf Platz drei beendete. Noch im Laufe des Jahres verbesserte er den Wagen und gab ihm unter anderem eine neue, schnittigere Kühlermaske. Mit dieser Ausführung fuhr er auf dem Schottenring bei Fulda.
Der Motor leistete anfangs mit 22 PS nur wenig mehr als der serienmäßige, womit 1948 Durchschnittsgeschwindigkeiten von 82 km/h auf dem Hockenheimring und 112 km/h auf dem Grenzlandring möglich waren. Um das Gewicht niedrig zu halten, hatte Lauer ungefähr 300 Löcher in die Räder des Autos gebohrt. Im Laufe der Zeit wurde die Motorleistung auf fast 40 PS gesteigert und die Höchstgeschwindigkeit lag bei über 160 km/h. Die Karosserie wurde ebenfalls immer weiter verbessert und in der letzten Ausführung mit dem rundlichen Bug von Stutz in Saarbrücken in Handarbeit aus Aluminium gehämmert.
Nach eigenen Aufzeichnungen fuhr Lauer mehr als 150 Rennen mit seinem DKW-Eigenbau und gewann 77 Pokale. Einen Renntransporter hatte er in den ersten Jahren nicht. Deshalb fuhr er mit einer Sonderzulassung den Wagen auf eigener Achse zu den Veranstaltungen, ohne Licht und ohne Blinker. Seit 1998 steht der DKW vorwiegend im Verkaufsraum des Autohauses Lauer, sollte jedoch 2017 zum 75-jährigen Geschäftsjubiläum noch einmal gefahren werden.

## Quelle
- Werner Oswald: Deutsche Autos 1920–1945. Motorbuch Verlag, Stuttgart 1996, ISBN 3-87943-519-7.